# Ludwig Weber (homme politique)
Pour les articles homonymes, voir Ludwig Weber.
 (décembre 2024).
Ludwig Weber, né le 17 août 1809 à Trieste et mort le 29 septembre 1853 à Villach en Autriche, est une entrepreneur et homme politique autrichien.

## Biographie
Il est le fils de Johann Ludwig Weber († 1836), important marchand-négociant de Triest et consul royal de Suède-Norvège, et de Josephina Renner von Oesterreicher († 1840). 
Weber est président du syndicat Radgewerkschaft à Olsa près de Friesach et, à partir de 1840, copropriétaire du syndicat Nagelgewerkschaft à Seebach près de Villach. Il est membre de la Chambre de commerce et d'industrie de Carinthie (de). Lors de la Révolution autrichienne de 1848, il est membre de la délégation carinthienne auprès de l'empereur Ferdinand à Innsbruck en mai 1848.
Du 17 juillet 1848 jusqu'à sa démission le 21 octobre 1848, il est membre du Parlement provisoire de Carinthie (de). À partir du 17 octobre 1848, il est député à la commission parlementaire provisoire renforcée.
Ludwig Weber épouse le 23 novembre 1840 selon la confession d'Augsbourg Maria Agnes Amanda Edle von Pobeheim (1818-1872). Il est le beau-père de l'industriel et politicien autrichien Franz Holenia (de) et le beau-frère de l'industriel hongrois Rudolf Fuchs.

## Sources
- Rudolf Siegl: Die Abgeordneten zum Kärntner Landtag von 1848 bis 1938, S. 242, Diss., 2022, S. 250, Digitalisé.